# Euphorbia heptagona
Euphorbia heptagona är en törelväxtart som beskrevs av Carl von Linné. Euphorbia heptagona ingår i släktet törlar, och familjen törelväxter. Inga underarter finns listade i Catalogue of Life.

## Bildgalleri

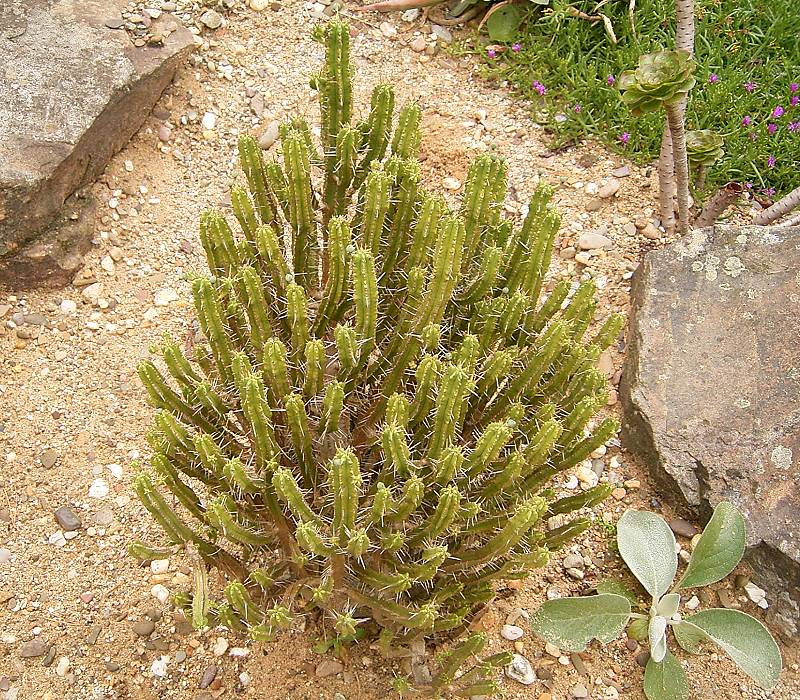